# 金仲麟
金仲麟（韓語：김중린，1923年12月7日—2010年4月28日），北韓政治人物，官至朝鮮勞動黨中央政治局候補委員、政治局委員及黨中央書記。後於2010年病逝。

## 生平
金仲麟出生慈江道雩時郡一個貧農家庭，其在1945年前的事跡不詳，只知他曾在中國參加爭取朝鮮半島獨立的運動。1945年，日本投降，二戰結束，金仲麟來到北韓，並入讀當地的中央黨校。1948年，他出任咸鏡北道的黨委員部長。後來，他被派到蘇聯的高級黨校進修。1956年，已經返國的他被委任為朝鮮紅十字會的中央委員會常務委員，負責在日朝鮮人歸國運動事務。1958年，他又成為黨中央文化部部長。1961年，被選祖國和平統一委員會中央委員會委員。同年，又晉升為黨中央政治局候補委員。
1962年，金仲麟當選為最高人民會議的代議員，此後，直至他死後，共9度連任。1968年，他被安排參與一二一事件。雖然襲擊未能成功，但他還是在翌年被任命為黨中央書記，負責對南事務。隨後，在1970年，他晉升為政治局委員。兩年後，又被選為中央人民委員會委員。1976年被委任為南韓問題研究所所長。1977年11月，担任朝鲜劳动党统一战线部部长。1982年，他獲金日成勳章。1986年，他出任朝鮮中央通訊社社長。1990年，他獲委任為最高人民議會代議員資格審查委員會委員長。
2010年4月28日，金仲麟因心肌梗塞而死，享年86歲。最高人民會議常任委員會其後發佈訃告，稱他和人民建立的功績將永世長存，並決定為他舉行國葬。

## 資料來源
1. 1 2 3  "朝鮮勞動黨中央書記金仲麟去世" 《新華網》 2010 4 28
2. 1 2 3  김중린[永久]
3. 1 2 3 4 5 6  .   [2014-01-15]. （原始内容存档于2019-08-18）.